# Gare de Péronne-la-Chapelette
Ne doit pas être confondu avec Gare de Péronne - Flamicourt.
La gare de Péronne-la-Chapelette est une ancienne gare ferroviaire française, située sur le territoire de la commune de Péronne, dans le département de la Somme, en région Hauts-de-France.

## Situation ferroviaire
Établie à 50 mètres d'altitude, la gare de Péronne-la-Chapelette se situe au point kilométrique (PK) 148,703 de la ligne de Saint-Just-en-Chaussée à Douai.
Elle se trouve peu avant le pont permettant à la ligne de franchir le canal de la Somme, en direction de Péronne - Flamicourt.

## Histoire
Les deux gares de Péronne (notamment Flamicourt) sont fermées au service des voyageurs depuis le 31 mars 1970.
Par ailleurs, la gare de Péronne-la-Chapelette desservait une installation terminale embranchée, tout en étant classée comme gare gérée à distance pouvant recevoir des trains massifs.
La section de ligne où se trouve la gare, en l'occurrence entre les PK 131,800 et 148,760, est désormais fermée (avec maintien de la voie) ; cela entraîne de fait l'interruption du trafic de fret précité, qui de toute façon n'existait plus depuis la fermeture de l'usine Flodor.